# Перри, Ли
Ли Перри, «Скрэтч» (англ. Lee "Scratch" Perry; полное имя Рэйнфорд Хью Перри; 20 марта 1936 — 29 августа 2021) — ямайский музыкант и продюсер, одна из ключевых фигур жанра регги. Во многом благодаря экспериментам Перри был полноценно развит стиль даб. Работал со множеством известных исполнителей, включая Боба Марли и Макса Ромео.

## Социально-культурный контекст
В конце 1960-х годов на обратной стороне пластинок-«сорокопяток» Ямайка начала поставлять миру «версии». Музыкальные продюсеры решили, что для бизнеса не выгодно выпускать две песни на одной пластинке и начали помещать на оборотную сторону инструментальную версию сингла.
«Сорокапятки» (45rpm — 45 об/мин) — скорость, на которой обычно работали от брошенной монетки автоматы в питейных заведениях. Люди выбирали песню и нажимали клавишу на передней панели. Одна монетка — одна песня (от англ. single — «один»), поэтому пластинки делали формата «миньон» (17,5 см) и в отличие от граммофонных имели большое отверстие в 38,24 мм. Чтобы слушать такие пластинки дома, проигрывателям требовались специальные переходники, которые также служили щёточкой для протирания дисков.
Когда песни становились хитами, их версии включали на дискотеках, чтобы люди пели шлягеры сами. Позже, продюсеры вроде Кинга Табби приглашали диджеев (сегодня их называют MC) наговорить поверх ритма какой-либо рекламный или остро-социальный речитатив. В итоге, такая практика вылилась в поджанр «тоусниг» (от англ. toast — «заздравный тост»), который за пределами Ямайки превратился в рэп.
Даб возник из экспериментов с этими «версиями». Жанр выдвигает ударную и басовую партии на передний план и делает микшерный пульт одним из музыкальных инструментов композиции. Тогда в студиях применяли двух- и четырехканальные магнитофоны, которые позволяли записывать инструменты не скопом, а по отдельности. Благодаря этому, звукорежиссеры могли обогащать каждый инструмент дополнительными эффектами, вроде эхо или реверберации, а также добавлять и вычитать голоса или инструменты. Часто на обратной стороне пластинки голос заменяли самостоятельной инструментальной партией гитары или духового инструмента. Первопроходцами такого подхода в музыке были два человека: Кинг Табби и Ли «Скрэтч» Перри.

## Биография

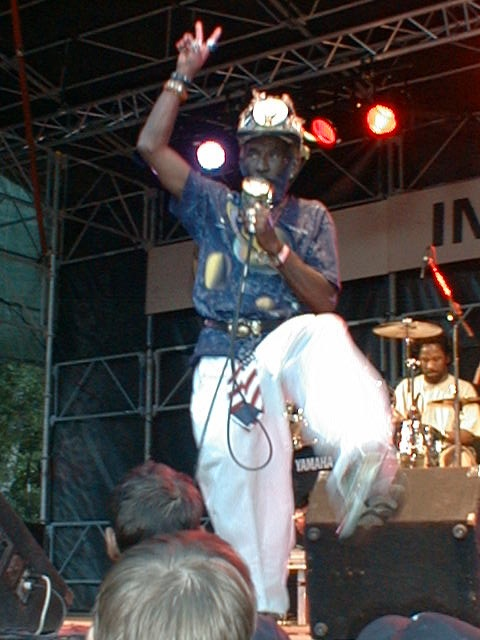
В 1998 году

### Ранние годы
Рэйнфорд Хью Перри родился в деревне Кендал округа Ханновер. Мальчик рос в бедной семье: отец строил дороги, а мать убирала в поле тростник. В школе учился до 4-го класса. Во дворах он научился игре в домино, где, как сам говорил: «научился читать мысли людей и понимать, что у них на уме».

Физический труд Перри не любил, но лучше всего ему давались строительство и работа с трактором. Когда на западе Ямайки, в местечке Негрилл, он прокладывал дорогу, то попал под ливень и для Рэйнфорда это стал решающий день.
«Если бы я туда не поехал, то не стал бы ведущим звукорежиссёром. Я услышал, что бьющиеся камни — это ударные, а ветер — это звук ударов по музыкальным тарелкам, а ещё это дождь… Когда камни бьются друг о друга — я слышу раскаты грома, слышу вспышки молний. Вот как я оказался вовлеченным в музыкальную индустрию: музыке меня научили камни».

### Вхождение в музыкальную индустрию
В 1959 году юноше исполнилось 23 года, он накопил деньги на костюм, велосипед и отправился в Кингстон — столицу Ямайки. Там он устроился на Studio One к продюсеру Clement 'Coxsone' Dodd в качестве мастера на все руки, где вскоре переквалифицировался в искателя талантов, а также селектора, то есть подбирал музыку для танцев. Во время самих дискотек пластинки ставили другие люди и Перри помогал охране защищать звуковое оборудование от покушений местных бандитов, нанятых конкурентом Коксона Додда — Duke Reid, чьи дискотеки были не менее известны и назывались Trojan.
Первую песню — Old For New, Ли записал в 1963 году, но первым хитом стал сингл 1965 года — Chicken Scratch, который и дал исполнителю псевдоним. После семи лет работы на Studio One — Перри покинул Коксона, так как считал, что не получает должной зарплаты и признания.
Поиски были недолгими — Ли просто перешел дорогу и устроился к Joe Gibbs, где записал I Am The Upsetter — песню, в которой обличал жадность бывшего босса и рекламировал себя, дабы люди делали «правильный выбор». В то время финансовая несправедливость была характерной чертой ямайской музыкальной индустрии и поэтому у Перри, как «правдоруба», сразу появилось множество фанатов как среди слушателей, так и среди музыкантов, которые теперь желали записываться не у Коксона Додда, а на студии Джо Гиббса. Говорят, I Am The Upsetter — одна из первых песен в поджанре disrespect (от англ. «неуважение») — столь характерном для рэп-культуры.

Гиббс нанял Перри формировать состав и звучание музыкантов для лейбла Amalgamated. Ключевым результатом стал сингл 1968 года — Long Shot группы The Pioneers, который подарил миру новый, пока ещё безымянный ритм. Год спустя Перри дал песне новую инкарнацию в виде хита People Funny Boy. Подкрепленная другими его записями со схожим ритмом, песня считается родоначальницей музыки регги. Так, для Скрэтча настала новая пора, но, скорее, потому, что в этот раз Перри пел уже о жадности Гиббса и таким образом, Ли снова остался без работы.
«У меня забрали много песен, которые я написал. Они даже имени не указывали! Им нравились тексты и музыка, но они не хотели, чтобы я для них пел. Поэтому, мне нужно было найти что-то особенное… Я отправился в церковь, где меня крестили и прислушался к её силе — тут-то и заиграли струны моей души. Сам я решил заниматься религиозной музыкой, а ска и рок-стеди оставить другим. То, что у меня получилось и стало называться „регги“».

### Спагетти-вестерны
Перри решил, что лучше уж работать на себя. Десятилетний опыт искателя талантов позволил Ли собрать под своё крыло лучших музыкантов и основать собственный лейбл — и то, и другое называлось The Upsetter (от англ. upset —«расстраивать», «опрокидывать», «нарушать порядок», «возмущать спокойствие»). Сам Перри объяснял название The Upsetter — игрой слов:
«У этого слова есть две стороны. „Возмущать“ также означает „возвышать“ (англ. up set — „ставить на ступень выше“), другой смысл слова заключает в себе „свержение“. Когда я пою, что я — Возмутитель, то этим низвергаю врагов и возвышаю тех, кто со мной». 
Жаркие полдни Кингстона заставляли музыкантов прятаться от солнца, и они проводили время в кинотеатрах, где вдохновлялись популярными тогда на Ямайке спагетти-вестернами. Это поджанр вестернов, снятые на юге Италии в 1960-е и 1970-е годы. Именно спагетти-вестерн Серджио Леоне «Хороший, плохой, злой» с Клинт Иствудом и Ли Ван Клифом в главных ролях считается лучшим вестерном в истории кинематографа. Эпоху популярности этого поджанра открыла «Долларовая Трилогия» указанного режиссера. Всё перечисленное — от названий фильмов, до актеров и их героев — нашли отражение и в ямайской музыке того времени.
Перри и «Возмутители» возвращались в студию, где в музыку вплетали те переживания, которые получили во время просмотра фильмов. В отсутствие певца, лидирующим инструментом при их импровизации был электро-орган. Именно из этих впечатлений и появились синглы, с горящими названиями вроде — Kill Them All, Return Of Django, Vampire и другие. Музыкальное же вдохновение они черпали из пластинок соул, которые приходили на Ямайку из Соединенных Штатов Америки.
Первый состав The Upsetters перешли в состав одного из самых успешных коллективов — Toots & The Maytals, в песне которых впервые прозвучало слово «регги». Два альбома, которые они успели записать, дали Ямайке понять, что Перри — новая, самостоятельная, растущая, большая сила.
Когда композиция Return Of Django попала в хит-парад Великобритании, Перри быстро собрал новых «Возмутителей», чтобы превратить успех в деньги. На ударные он нанял музыкантов группы The Hippy Boys, солистом которой выступал молодой Max Romeo, а на бас — братьев Aston и Carlton Barrett, которые вскоре прославятся вместе с работами Боба Марли.
«Возмутители» Перри стали первой ямайской регги-группой, которые выступили за пределами своего родного острова. В Великобритании они стали сенсацией. Вернувшись домой, Перри присвоил большую часть прибыли. Всех это очень расстроило, но хитов вроде I’m The Upsetter или People Funny Boy никто так и не написал.
В 1974 году основал студию Black Ark, где работал с Максом Ромео, Джуниором Мервином, The Heptones, The Congos. В 1977 году сотрудничал с The Clash. С 1988 года проживает в Швейцарии.
В 2020 году Перри принял участие в работе над альбомом «Аквариум in Dub».
В марте 2022 года запущен краудфайндинг проект для работы над Русским Альбомом, состоящим из песен Ли Перри посвящённых России, что были записаны во время работы над альбомом «Аквариум in Dub» в 2020 году.

## Интересные факты

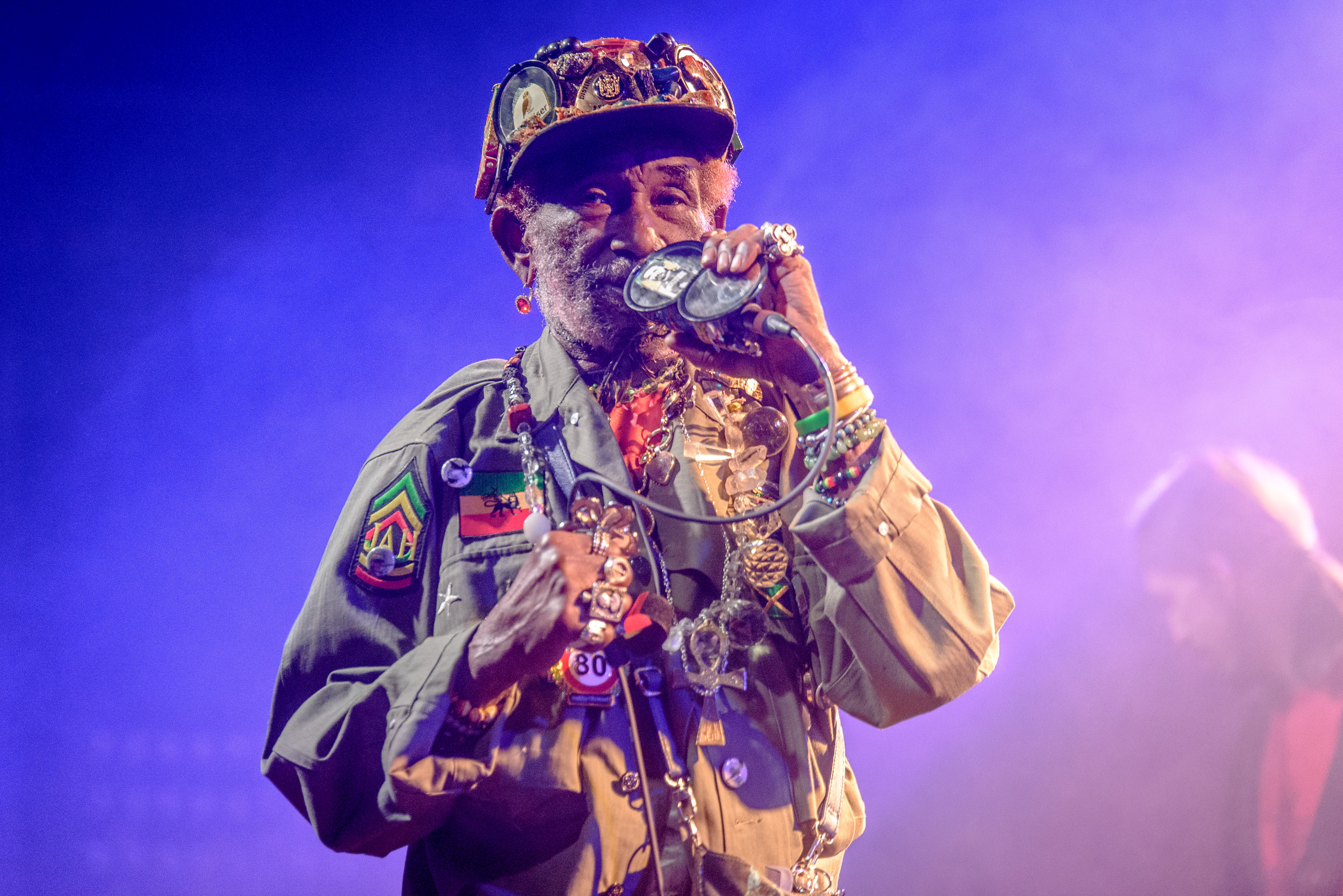
Live 2016

То, что Перри родился 20 марта 1936 года точно не известно. Так, некоторые источники сообщают о 19 марта 1940 года. Тем не менее, 20-е число официально, потому что о нём говорил сам Перри. Кроме того, он даёт ежегодные концерты в честь своего дня рождения именно в это время. Однако, например, в 2010 году он праздновал своё 75-летие, что говорит о том, что год его рождения — 1935, а не 36. При этом, некоторые говорят, что он родился в 1939 году.
Если говорить о месте его рождения, то оно также не известно. По крайней мере есть три варианта: Кендал (Kendal), Хановер (Hanover), Уэстморланд (Westmorland). Официально считается, что Кендал — Перри сам об этом пишет на своих сайтах, используя, однако биографию, взятую из Интернета. В песне «Я Сумасшедший» (I’m a Madman) с альбома «Битва Армагеддона — Ликвидатор Миллионеров» (Battle Of Armageddon — Millioner Liquidator) 1986 года, Перри упоминает Хановер как о месте своего рождения. Об Уэстморланде сообщают несколько Интернет источников, однако скорее всего он просто там работал, также как и в месте под названием Негрилл (Negrille). Как кто-то когда-то сказал: «Никто не знает, где родился и сколько лет Возмутителю».
Если Перри проучился в школе до 4-го класса и ушёл из неё в пятнадцать лет, значит, он начал учиться только в 12.
В молодости Перри много танцевал и часто посещал дэнс-холлы (dancehalls) — местные дискотеки. Говорят, он даже придумал там свой собственный танцевальный шаг. Кроме того, в студии Чёрного Ковчега, проверяя получившуюся музыку на наличие нужных ему вибраций, Перри танцевал, становясь в нужные моменты в определенные, одному ему известные позы, отвечавшие на столь нужный ему вопрос о наличии богоугодного звучания. Возможно, любовь к танцам передалась ему от отца, который, некоторое время был танцором.
К своим первым музыкальным воспоминаниям Перри относит прослушивание пластинок в стилях буги-вуги (он упоминал пластинку Луиса Джордана (Louis Jordan)), янк (Yank) и джаз.
Его любимая одежда была цвета хаки, а материалы — джинсовая ткань, вельвет, хлопок и шелк.
В компьютерной игре Grand Theft Auto V Ли Перри сыграл роль DJ внутриигрового радио Blue Ark.

## Дискография

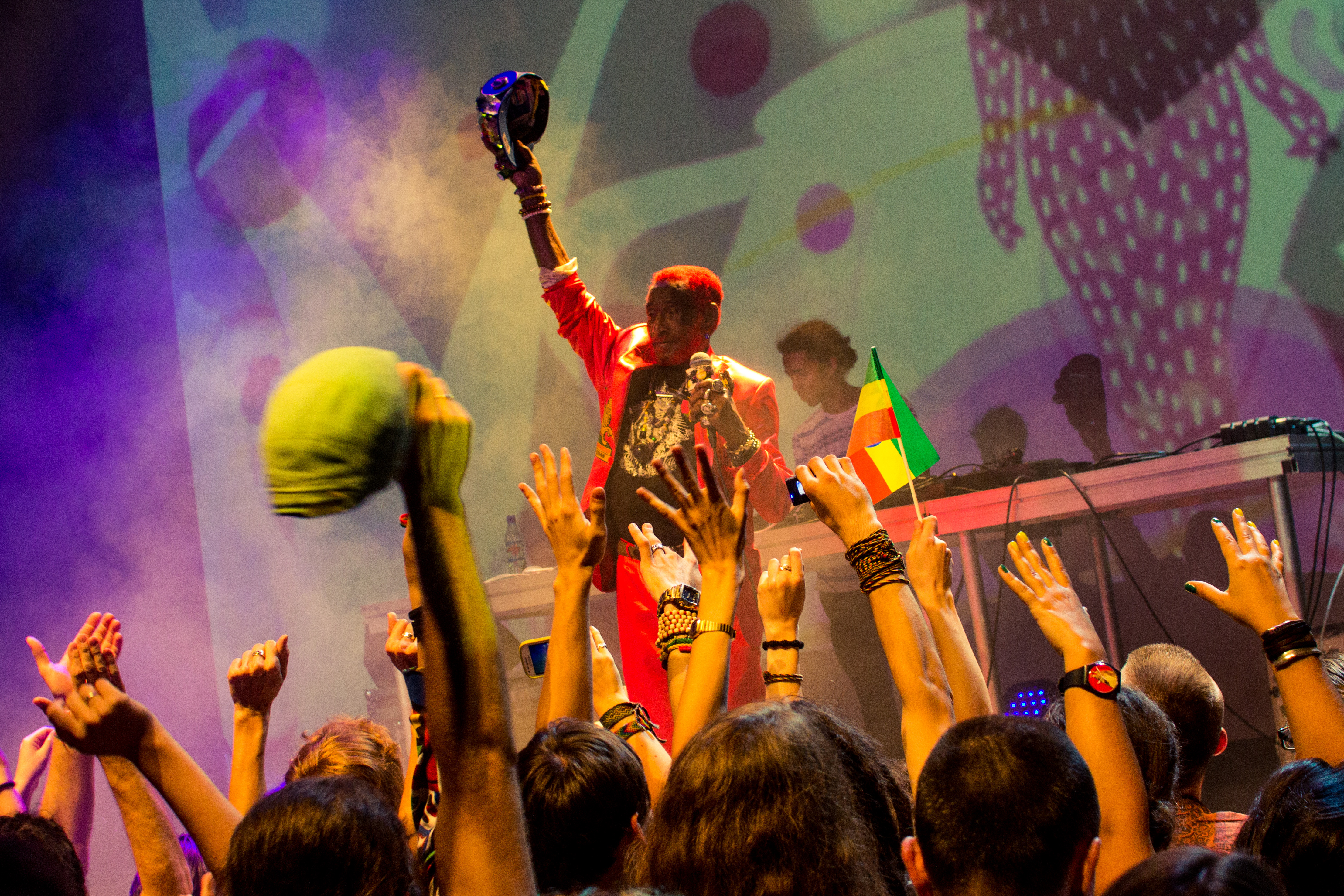
Санкт-Петербург, 2015 год

### Альбомы
- The Upsetter (1969)
- Return of Django (1969)
- Clint Eastwood Rides Again (1970)
- Many Moods of the Upsetters (1970)
- Scratch the Upsetter Again (1970)
- The Good, the Bad and the Upsetters (1970)
- Eastwood Rides Again (1970)
- Africa’s Blood (1972)
- Cloak and Dagger (1973)
- Rhythm Shower (1973)
- Upsetters 14 Dub Blackboard Jungle aka Blackboard Jungle Dub (1973)

Эпоха Чёрного Ковчега (1973—1979)
- Double Seven (1974)
- DIP Presents the Upsetter (1975)
- Musical Bones (1975)
- Return of Wax (1975)
- Kung Fu Meets the Dragon aka Heart of the Dragon (1975)
- Revolution Dub (1975)
- Super Ape aka Scratch the Super Ape (1976)
- Roast Fish Collie Weed & Corn Bread (1978)
- Return of the Super Ape (1978)

---
- The Return of Pipecock Jackxon (1980)
- Mystic Miracle Star (with the Majestics) (1982)
- History, Mystery & Prophecy (1984)
- Battle Of Armagideon (Millionaire Liquidator) (1986)
- Time Boom X De Devil Dead (with Dub Syndicate) (1987)
- On the Wire (1988)
- Satan Kicked the Bucket (with Bullwackie) (1988)
- Chicken Scratch (1989)
- Mystic Warrior (1989)
- Mystic Warrior Dub (with Mad Professor) (1989)
- From The Secret Laboratory (with Dub Syndicate) (1990)
- Message From Yard (with Bullwackie) (1990)
- Satan’s Dub (with Bullwackie) (1990)
- Lord God Muzik (1991)
- Sounds From The Hotline (1991)
- The Upsetter and The Beat (1992)
- Excaliburman (1992)
- Spiritual Healing (1994)
- Black Ark Experryments (with Mad Professor) (1995)
- Experryments at the Grass Roots of Dub (with Mad Professor) (1995)
- Super Ape Inna Jungle (with Mad Professor) (1995)
- Who Put The Voodoo Pon Reggae (with Mad Professor) (1996)
- Dub Take the Voodoo Out of Reggae (Mad Professor with Lee Perry) (1996)
- Dub Fire (with Mad Professor) (1998)
- The Original Super Ape (1998)
- Son of Thunder (2000)
- Songs to Bring Back the Ark (2000)
- Techno Party (2000)
- Jamaican E.T. (2002) (лауреат 'Грэмми' за лучший регги альбом 2003) Премия «Грэмми» за лучший регги-альбом
- Earthman Skanking (2003)
- Encore (2003)
- Alien Starman (2003)
- Panic in Babylon (2004)
- Alive, more than ever (2006)
- End of an American Dream (2007)
- The Mighty Upsetter (2008)
- Repentance (2008)
- Scratch Came Scratch Saw Scratch Conquered (2008)
- Dub Setter (with Adrian Sherwood) (2009)
- Mad Alien Dub (2010)
- The Unfinished Masterpiece (2010)
- Revelation (2010)
- Rise Again (2011)
- The Observer In The Star House (2012)
- Аквариум in Dub (2020)
- Russian Album (2024)

### Компиляции
- Chicken Scratch (produced by Coxsone Dodd) (1963—1966)
- Reggae Greats: Lee «Scratch» Perry (1984)
- Open The Gate (1989)
- Upsetter Collection (1994)
- Upsetters A Go Go (1995)
- Introducing Lee Perry (1996)
- Words Of My Mouth Vol.1 (The Producer Series) (1996)
- Voodooism (Pressure Sounds) (1996)
- Arkology (1997)
- The Upsetter Shop Vol.1: Upsetter In Dub (1997)
- Dry Acid (1998)
- Lee Perry Arkive (1998)
- Produced and Directed By The Upsetter (Pressure Sounds) (1998)
- Lost Treasures of The Ark (1999)
- Upsetter Shop Vol.2 1969—1973 (1999)
- Words Of My Mouth Vol.2 (The Producer Series) (1999)
- Words Of My Mouth Vol.3 (Live As One/The Producer Series) (2000)
- Scratch Walking (2001)
- Black Ark In Dub (2002)
- Divine Madness … Definitely (Pressure Sounds) (2002)
- Dub Triptych (2000)
- Trojan Upsetter Box Set (2002)
- This is Ska and Reggae Roots (2005)
- The Upsetter Selection — A Lee Perry Jukebox (2007)